# Škwor
Škwor (auch škWor geschrieben) ist eine tschechische Nu-Metal-Band aus Prag.

## Bandgeschichte
Gegründet wurde die Band 1998 in Prag als Skwar. Unter diesem Namen erschien auch das erste Album Mayday, bevor man die Schreibweise auf Škwor änderte und stilistisch von Thrash Metal mehr in Richtung Mallcore ging. Dies war auch verbunden mit einem Austausch des Schlagzeugers. Der Bandname ist eine Anspielung auf škvor = Ohrwurm.
Bekannt sind sie für ihre derben, oft vulgären Texte, in denen sie Gesellschaftskritik üben, soziale Benachteiligungen anprangern, über die Polizei herziehen und ein altmodisches Frauenbild pflegen.
Mit dem dritten Album Vyvolenej gelang Škwor der Durchbruch in ihrer Heimat. Es verkaufte sich über 10.000 Mal und wurde mit Gold ausgezeichnet. Danach erreichten ihre Alben regelmäßig die Top 10 der tschechischen Verkaufscharts und mit dem sechsten Studioalbum Drsnej kraj erreichten sie 2011 Platz eins.
2012 veröffentlichte Škwor ihre erste offizielle DVD mit dem Titel Natvrdo, die auch eine Bonus-Live-CD und Backstage-Aufnahmen enthielt. Ihr achtes Studioalbum, Sliby & lži, erschien 2013. In diesem Jahr feierte die Band ihr 15-jähriges Jubiläum mit einem Konzert in der Prager Incheba-Arena. Die Live-Aufzeichnungen des Konzerts kamen ein Jahr später unter dem Titel 15 let – Praha Incheba Arena als CD und DVD auf den Markt. 
2015 veröffentlichte die Band ihr neuntes Studioalbum, Hledání IDentity. 2017 gaben sie den Ausstieg des langjährigen Gitarristen Leo Holan bekannt, der später durch Martin Volák (Debustrol, Harlej) ersetzt wurde. Im selben Jahr veröffentlichte die Band das Album Uzavřenej kruh, welches 22 Wochen auf Platz 1 der Albumcharts war. Ein Jahr später feierten sie ihr zwanzigjähriges Jubiläum mit einem Konzert in der Prager O2-Arena. 2020 erschien das Album Tváře smutnejch hrdinů, welches sich 45 Wochen auf Platz 1 halten konnte. 2022 verließ Gitarrist Martin Volák Škwor und wurde durch Honza Chudan ersetzt. Ein Jahr später feierte die Band ihr 25-jähriges Jubiläum mit einem Konzert im Kongresszentrum O2 Universum in Prag. Ihr aktuelles Album mit dem Titel Sobě věrnej wurde 2023 veröffentlicht. Im Rahmen der Promotour der Platte kündigte die Band drei Auftritte im O2 Universum im Dezember 2024 an.

## Mitglieder
- Petr Hrdlička (* 7. August 1973), Gesang, Gitarre
- Tomáš Kmec (* 30. Mai 1976), E-Bass, Gesang
- Honza Chudan, Gitarre, Gesang, seit 2022
- Martin Pelc (* 19. Oktober 1971), Schlagzeug, seit 2002

## Diskografie
Alben
- 2000: Mayday
- 2001: Vyhlašuju boj
- 2004: Vyvolenej
- 2005: Amerika
- 2007: Loutky
- 2008: 5 (CD/DVD)
- 2009: Sečteno podtrženo (Best-of)
- 2011: Drsnej kraj
- 2012: Natvrdo (Livealbum)
- 2013: Sliby a lži
- 2014: 15 let – Praha Incheba Arena (Livealbum)
- 2015: Hledání identity
- 2017: Uzavřenej kruh
- 2020: Tváře smutnejch hrdinů
- 2023: Sobě věrnej
- 2024: 25 let (live)